# Ditomoidea centralis
Ditomoidea centralis es una especie de coleóptero de la familia Zopheridae.

## Distribución geográfica
Habita en Madagascar.